# Марчела Маріані
Марчела Маріані (італ. Marcella Mariani; 8 лютого 1936, Рим — 15 лютого 1955, Рієті) — італійська акторка.

## Життєпис і кар'єра
Вона стала переможницею конкурсу краси «Міс Італія» в 1953 році. Після перемоги на конкурсі почала зніматися в кіно. Першу роль зіграла у фільмі «Ми — жінки» (1953).
Вивчала акторську майстерність в Centro Sperimentale di Cinematografia і акторській школі в Римі.
Краща роль — повія Клара в екранізації розповіді письменника Камілло Бойто «Почуття» (1954). Пізніше було ще кілька ролей. Останнім її фільмом стала стрічка «Ніколи не забуду» (прокат 1956).
Загинула в 19-річному віці в авіакатастрофі на схилах Monte Terminillo в провінції Рієті 8 лютого 1955 року.